# Sebastian Hohenthal
Sebastian Hohenthal (* 5. November 1984 in Mora) ist ein schwedischer Rennfahrer.
Hohenthal war von 1993 bis 2000 im Kartsport tätig. 2001 wechselte er in den Formelsport und startete in der nordischen und schwedischen Formel Ford, in denen er insgesamt drei Jahre aktiv war. 2003 gewann der Schwede den Meistertitel beider Serien und wurde außerdem Meister in der Wintermeisterschaft der britischen Formel Ford. 2004 ging Hohenthal auch in der regulären Saison der britischen Formel Ford an den Start und wurde Dritter in der Gesamtwertung. 2005 wechselte Hohenthal zu Fortec Motorsport, für die er bis 2008 in verschiedenen Rennserien aktiv war. Nachdem Hohenthal 2005 den vierten Gesamtrang der britischen Formel Renault belegt hatte, gewann er in der folgenden Saison den Meistertitel. 2007 wechselte der Schwede in die britische Formel-3-Meisterschaft. Mit einem Sieg in Brands Hatch wurde er Neunter in der Gesamtwertung. 2008 blieb Hohenthal in der britischen Formel-3-Meisterschaft. Nachdem offensichtlich wurde, dass Hohenthal die Meisterschaft nicht mehr gewinnen konnte, entschied sich der Schwede sechs Rennen vor Saisonende aus der Serie auszusteigen um Geld zu sparen. Am Saisonende belegte er mit einem Sieg den siebten Platz im Gesamtklassement.
2009 startete Hohenthal in der wiederbelebten Formel 2. Nachdem Hohenthal mit großen Ambitionen in die Saison gestartet war, holte er, nachdem er in der ersten Saisonhälfte keine Punkte einfahren konnte, in Donington die ersten Punkte und belegte am Saisonende den 16. Gesamtrang.
Hohenthal verzichtete bislang auf einen Manager und übernimmt diese Aufgabe selbst.

## Karrierestationen
- 1993–2000: Kartsport

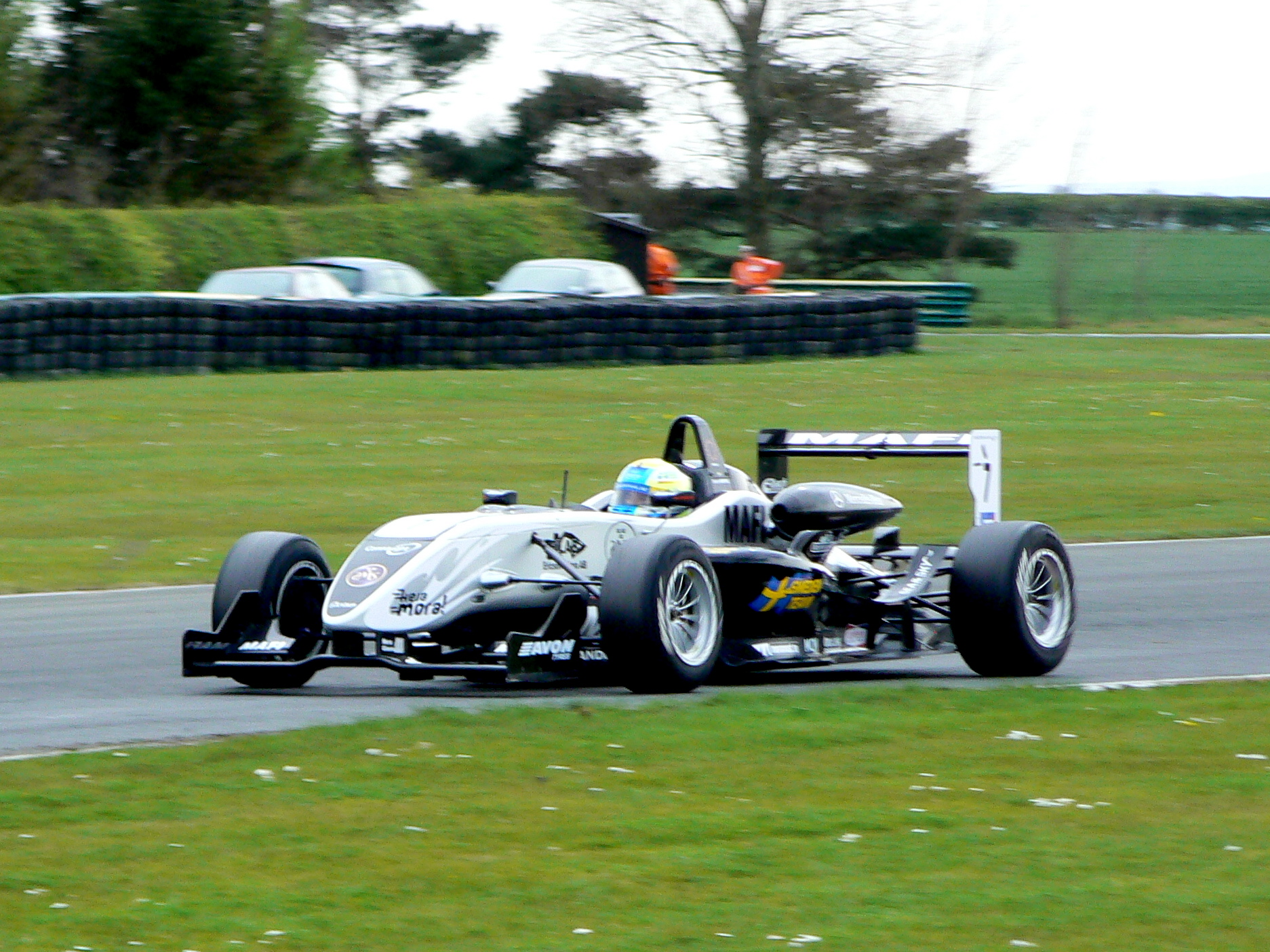
Sebastian Hohenthal in der Britischen Formel-3-Meisterschaft 2008

- 2001: Nordische Formel Ford (Platz 3), Schwedische Formel Ford (Platz 10)
- 2002: Nordische Formel Ford (Platz 8), Schwedische Formel Ford (Platz 4)
- 2003: Nordische Formel Ford (Meister), Schwedische Formel Ford (Meister), Britische Formel Ford Wintermeisterschaft (Meister)
- 2004: Britische Formel Ford (Platz 3)
- 2005: Britische Formel Renault (Platz 4)
- 2006: Britische Formel Renault (Meister)
- 2007: Britische Formel-3-Meisterschaft (Platz 9)
- 2008: Britische Formel-3-Meisterschaft (Platz 7)
- 2009: Formel 2 (Platz 16)